# Balsjö flygbas
Balsjö flygbas ca 8 km väster om Bjurholm, i Västerbottens län. En landningsbana. Används idag som riksväg. Hangarfickor syns på norra sidan vid banans båda ändar. Flygbasen var en sidobas till Långnäs flygbas.